# Landesregierung Atli Dam V

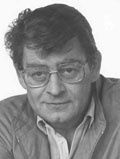
Atli Dam, 1970

Die fünfte Landesregierung mit Atli Dam als Ministerpräsident an der Spitze war zugleich die dreizehnte Regierung der Färöer nach Erlangung der inneren Selbstverwaltung (heimastýri) im Jahr 1948.

## Regierung
Die Regierung wurde am 5. April 1988 gebildet, bestand bis zum 18. Januar 1989 und setzte sich aus einer Viererkoalition von Javnaðarflokkurin, Tjóðveldisflokkurin, Sjálvstýrisflokkurin und Framsóknarflokkurin (eine kurzlebige Abspaltung des Kristiligi Fólkaflokkurin) zusammen. Atli Dam vom Javnaðarflokkurin führte als Ministerpräsident die Regierung an. Darüber hinaus  war er auch für Auswärtiges und Fischerei zuständig.
Jógvan Durhuus vom Tjóðveldisflokkurin war stellvertretender Ministerpräsident und Minister für Landwirtschaft, Bildung und Gesundheit. Vilhelm Johannesen vom Javnaðarflokkurin war Minister für Industrie und Arbeit, Jóngerð Purkhús vom Tjóðveldisflokkurin Ministerin für Finanzen, Wirtschaft und Umwelt, Lasse Klein vom Sjálvstýrisflokkurin Minister für Kultur, Kommunikation, und Verkehr und schließlich Karolina Petersen vom Framsóknarflokkurin Ministerin für Soziales und Kommunales.
Diese Viererkoalitionsregierung war faktisch eine Fortsetzung der vorhergehenden Viererkoalition Atli Dam IV. Es wurde lediglich Niels Pauli Danielsen vom Kristiligi Fólkaflokkurin durch Karolina Petersen vom Framsóknarflokkurin ersetzt. Die Regierung konnte sich nur ein Dreivierteljahr halten, da die bürgerlich-konservativen Parteien aus der Løgtingswahl am  8. November 1988 als Sieger hervorgingen.
Mit Jóngerð Jensina Purkhús als Ministerin für Finanzen, Wirtschaft und Umwelt sowie Karolina Petersen als Ministerin für Soziales und Kommunales war dies die erste Landesregierung der Färöer, die zwei Ministerposten mit Frauen besetzte.

## Mitglieder
Mitglieder der Landesregierung Atli Dam V vom 5. April 1988 bis zum 18. Januar 1989:
| Aufgabenbereich                                                       | Minister           | Minister | Partei                    |
| --------------------------------------------------------------------- | ------------------ | -------- | ------------------------- |
| Ministerpräsident (Løgmaður) Auswärtiges und Fischerei                | Atli Dam           |          | C – Javnaðarflokkurin     |
| stellvertr. Ministerpräsident Landwirtschaft, Bildung und Gesundheit. | Jógvan Durhuus     |          | E – Tjóðveldisflokkurin   |
| Industrie und Justiz                                                  | Vilhelm Johannesen |          | C – Javnaðarflokkurin     |
| Finanzen, Wirtschaft und Umwelt                                       | Jóngerð Purkhús    |          | E – Tjóðveldisflokkurin   |
| Kultur, Kommunikation, und Verkehr                                    | Lasse Klein        |          | D – Sjálvstýrisflokkurin  |
| Soziales und Kommunales                                               | Karolina Petersen  |          | FrF / Framsóknarflokkurin |